# Amfreville-la-Mi-Voie
Amfreville-la-Mi-Voie é uma comuna francesa na região administrativa da Normandia, no departamento de Sena Marítimo. Estende-se por uma área de 3,89 km². Em 2010 a comuna tinha 3 354 habitantes (densidade: 862,2 hab./km²).